# Solecurtus scopula
Solecurtus scopula is een tweekleppigensoort uit de familie van de Solecurtidae. De wetenschappelijke naam van de soort is voor het eerst geldig gepubliceerd in 1822 door Turton.